# Bătălia de pe Elster
Bătălia de pe Elster (sau Bătălia de la Hohenmölsen) s-a disputat între forțele împăratului Henric al IV-lea și anti-regele Germaniei Rudolf de Suabia în data de 15 octombrie 1080, în apropiere de localitatea Hohenmölsen, pe râul Weisse Elster.

## Preludiu
Henric al IV-lea intenționa să realizeze unirea forțelor sale din sudul și vestul Germaniei cu cele din Boemia și Meissen. Pentru aceasta, Henric trebuia să îi evite pe aliații lui Rudolf de Rheinfelden din Saxonia. Henric a reușit să îi îndepărteze pe saxoni de lângă Goslar, în vreme ce corpul său principal de armată străbătea Thuringia. Henric spera să facă joncțiunea cu cealaltă jumătate a armatei sale în zona râurilor Saale sau Elster.
Armata lui Rudolf a înțeles imediat eroarea în care se afla și a pornit la urmărirea lui Henric. Rudolf a ajuns trupele lui Henric pe malul apusean al râului Elster, în apropiere de localitatea Hohenmölsen. Pe când contingentul din Bavaria i s-a putut ralia, cele din Boemia și din Meissen se aflau încă la mare depărtare. Henric s-a retras într-o vale mlăștinoasă numită Grona. 

## Bătălia
Bătălia a început insultele adresate reciproc de către cavalerii din cele două tabere. Henric a fost inițial protejat de armata lui Rudolf printr-un teren mlăștinos. În apropiere se afla podul de peste râul Elster, care ducea către orașul Zeitz. Podul era deținut de către orășeni, care se declaraseră împotriva lui Henric. Pentru a se reuni cu celelalte forțe ale sale, împăratul trebuia fie să forțeze acel pod, fie să își croiască propria sa trecere.
Între timp, Rudolf căuta să nu îl lase pe Henric să scape. Lunga urmărire îi slăbise cavaleria, drept pentru care Rudolf a ordonat cavalerilor cu caii obosiți de drum să descalece și să întărească infanteria. Otto de Nordheim a condus acele trupe într-un asalt direct de-a lungul mlaștinii Grona. În paralel, restul cavalerilor lui Rudolf încercau să încercuiască mlaștina. Pe când cavalerii lui Henric și cei ai lui Rudolf se luptau la marginea mlaștinii, Otto a reușit să își facă drum prin forța de rezervă a lui Henric și să pătrundă la cortul acestuia. Otto și-a menținut controlul asupra forței sale și i-a oprit de la a devasta tabăra adversarului. După aceea, forța de șoc a lui Otto a căzut asupra armatei lui Henric deja angajată în lupta cu restul trupelor lui Rudolf.
Armata lui Henric a fost distrusă, mulți dintre luptătorii săi fiind înecați în Elster, însă Henric a reușit să scape.

## Urmări
Deși o clară înfrângere pentru Henric, Rudolf nu a apucat să se bucure de victorie, murind de pe urma pierderii mâinii drepte și a unei răni în abdomen a doua zi după bătălie. După pierderea lui Rudolf, răscoala împotriva lui Henric și-a pierdut consistența.